# Ona Mallorca
Ona Mallorca fue una emisora de radio de Radiotelevisión de Mallorca (RTVM), organismo dependiente del Consejo Insular de Mallorca creada en el año 2000, que se convirtió en la primera estación de radio en las Islas Baleares al emitir 24 horas al día su programación en catalán. Asimismo fue una de las pioneras en Internet tanto por su servicio de radio a la carta como por el hecho de ser líder en emitir en formato libre Ogg Vorbis. A finales de 2005 pasó a integrarse dentro de esta empresa pública tras el lanzamiento de TV Mallorca.
Emitía por el espectro de radiofrecuencia (90.6 FM) en Mallorca y por Internet, y estableció convenios de colaboración con otras emisoras del estado aunque formó parte de la red de radios municipales XERRAM. Sus espacios radiofónicos El patrimoni, Dos i dos són 22 y La volta al día en 80 mons fueron galardonados con los premios de Ràdio Associació de Catalunya, en los años 2002, 2009 y 2010, respectivamente.